# Caramelo de alcaçuz

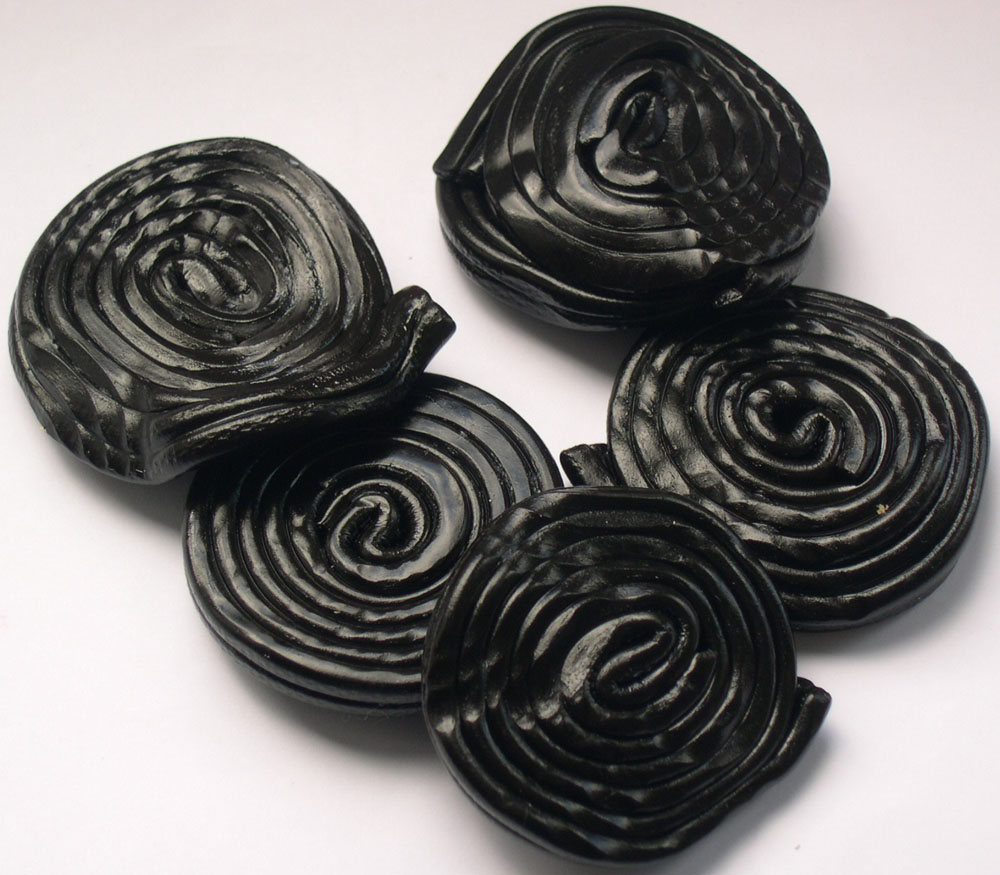
Caramelos de alcaçuz

Caramelos de alcaçuz (ou de regaliz) é um doce com textura similar à bala de goma feito com extratos das raízes da planta alcaçuz, com adição de anis. Existe uma grande variedade desses doces mundo afora, e na Europa a forma mais comum é o  “alcaçuz negro”, que se comercializa em forma de tubos, espirais ou pastilhas.
Em regiões como Holanda, norte de Alemanha e mesmo nos Países nórdicos existem variantes de alcaçuzes salgados (chamados drops salmiakki), os quais contêm cloreto de amônio (NH4Cl) como ingrediente de base.